# Marie Rogissart
Pour les articles homonymes, voir Rogissart.
Marie Catherine Rogissart est née le 12 mai 1841 à Neufmanil (Ardennes) et morte le 7 août 1929 à Nouméa (Nouvelle-Calédonie). Ayant gagné la capitale, elle devient en 1871 une insurgée de la Commune de Paris dans le 12e arrondissement de Paris. Elle est membre du club Éloi et porte-drapeau du bataillon des femmes. Arrêtée, et déportée en Nouvelle-Calédonie, elle choisit d’y rester après sa peine. En 1929, elle est sur l’île la dernière survivante des déportés politiques de la Commune.

## Biographie

### Exode à Paris
Marie Rogissart est née en 1841 à Neufmanil dans une famille de cloutiers de cette commune située à quelques kilomètres de la frontière belge, entourée de forêts et de prairies. Des quatre filles du couple Jacques Rémi Rogissart et Marguerite Dominé, ses parents, Marie est la seule qui parvienne à l'âge adulte. La jeune femme quitte Neufmanil pour Paris et s'installe dès 1861 comme couturière à Belleville, commune annexée à la capitale depuis peu. Elle y est célibataire, puis vit en concubinage dans le 11e arrondissement avec un certain Touchet au 161 faubourg Saint-Antoine,.

### Le siège de Paris et la Commune
Survient la guerre de 1870, l'effondrement du Second Empire et un siège de Paris éprouvant, marqué notamment par des manques de vivre. Des habitants de l’Est de Paris participent à un premier soulèvement le 31 octobre 1870. L'hôtel de ville est envahi, la nomination d'un gouvernement révolutionnaire est réclamée. Mais les divisions entre les meneurs font échouer ce mouvement. Le 7 novembre suivant se tiennent les élections de conseils municipaux et des candidats d'extrême-gauche sont élus, notamment dans les 11e et 20e arrondissements. À partir du 5 janvier, les canons prussiens bombardent la capitale. La population est terrorisée et ulcérée. L'armistice est signé le 28 janvier 1871. Le 8 février, les élections législatives nationales voient le succès des conservateurs et des monarchistes. Conscient du risque de débordement social dans Paris, Adolphe Thiers transfère la nouvelle assemblée à Versailles. Le nouveau gouvernement décrète aussi la fin du moratoire sur le paiement des loyers, moratoire mis en place pour le temps de la guerre.
Le 18 mars 1871, c'est une nouvelle insurrection dans les quartiers est parisiens. La Commune de Paris commence. Le 29 mars 1871, le conseil de la Commune décrète que les loyers dus depuis le moratoire du 13 août 1870, sont annulés. Des mouvements féminins se constituent, telle, le 11 avril 1871, l'Union des femmes pour la défense de Paris et les soins aux blessés conduite par Élisabeth Dmitrieff, et Nathalie Lemel. Les femmes réclament le droit au travail et l'égalité des salaires. Marie Rogissart participe à ces mouvements à partir de ce mois d'avril 1871, et en mai, prend une part active aux réunions du club Éloi, un club se réunissant dans l'église Saint-Éloi du 12e arrondissement et intègre son bataillon des femmes, groupe armé chassant les réfractaires. Elle a la parole facile et devient porte-drapeau. Elle participe à la recherche d'otages ainsi qu'à la chasse aux réfractaires (tout Parisien a l'obligation de rejoindre la garde nationale).
Le 21 mai 1871, les troupes versaillaises entrent dans Paris. C'est le début de la Semaine sanglante. Pendant cette fameuse semaine, Marie Rogissart est dans la rue. Puis elle disparaît.
Elle est arrêtée le 26 juin 1872, par dénonciation, plus d'un an après la tourmente révolutionnaire. On trouve dans la modeste chambre du 4e arrondissement, où elle s'est réinstallée, une affiche rouge sur le bataillon des femmes, une lampe à pétrole et très peu de pétrole, à peine de quoi recharger cette lampe. Sur ce simple fait, son nom est pourtant associé immédiatement aux pétroleuses, par la police. Les pétroleuses … cette rumeur encouragée par Thiers affirmait qu'un groupe de femmes aurait participé aux incendies (bien réels) de Paris lors de l'écrasement de l'insurrection.
Elle nie toutes les accusations portées contre elle. Un témoin, qu'elle avait accusé d'être un espion de Versailles lors d'une assemblée à Saint-Éloi, rappelle un de ses discours dans cette église contre les « lâches et fainéants » de réfractaires. Le 6 août 1872, le conseil de guerre de Versailles, dans sa vingtième séance, la condamne à sept ans de travaux forcés. Mais sa peine est transformée en une déportation en Nouvelle-Calédonie,.

### Déportation en Nouvelle-Calédonie
Elle embarque le 11 janvier 1873, à Brest, un an après les premières déportations de communards. Son transport s'effectue sur L'Orne, un trois-mâts transport-écuries à hélice. C’est un navire conçu sous le Second Empire pour transporter des hommes et des chevaux sur les théâtres d'opérations militaires. Le navire compte 205 hommes d'équipage, hommes de surveillance et religieuses, et 540 déportés, politiques et de droit commun, dont 24 femmes, toutes des condamnées de droit commun à l'exception, justement, de Marie Rogissart. Il comprend même quelques enfants.
Le 4 mai 1873 à 15 h 0, la vigie annonce terre en vue après un voyage long et éprouvant .
Le 6 mai, les condamnés à la déportation en enceinte fortifiée, dont Marie Rogissart, gagnent à pied la presqu'île Ducos, à quelques centaines de mètres du débarcadère. Cette presqu'île marque la limite septentrionale de la rade de Nouméa.
Il faut s'habituer à la chaleur, à la saison des pluies, aux cyclones. Mais cette terre a également du charme, tels les couchers de soleil, décrits par Henri Rochefort : « C'était de l'or liquéfié, de l'améthyste en fusion. J'en ai vu d'une splendeur à faire pousser des cris. Puis après ce suprême et rutilant coup de feu, le soir descendait comme un rideau qui tombe sur l'apothéose d'une féerie. A huit heures moins dix, le ciel était embrasé. A huit heures, il était noir ».
Marie Rogissart voit sa peine réduite une première fois à cinq ans de réclusion le 11 juin 1873. Elle se marie sur place, le 9 mai 1874, avec un autre déporté, Charles Emilien Girod. Un mariage qui survient quelques semaines après l'évasion d'Henri Rochefort, et très peu de temps avant un durcissement des conditions de déportation. Le mariage entre déportés est considéré favorablement par les autorités : c’est pour elles un élément de stabilisation et de moralisation, avec la possibilité de naissance s’inscrivant dans la volonté de peuplement de la colonie.
En 1875, sa peine est de nouveau réduite, à quatre ans. Mais, pour autant, tout individu du bagne condamné à moins de huit ans de travaux forcés est tenu, à l'expiration de sa peine, de résider dans la colonie un temps égal à la durée de la condamnation. Être libéré ne signifie donc pas être libre, et le libéré reste une personne dotée d'un matricule, enregistré dans la nomenclature pénitentiaire.
Malgré l'amnistie de 1880, elle fait partie des rares déportés qui reste sur l'île. Remariée, elle décède à 88 ans, le 7 août 1929, à l'hospice de Nouméa, six ans après Jean Roch Chalier, quelquefois présenté comme le dernier survivant des déportés.
Dans les mêmes années 1920, son arrière-petit-neveu, Jean Rogissart, instituteur en Ardennes, commence sa carrière littéraire. Il sera Prix Renaudot en 1937.

## Hommage
En 2019 est inauguré un passage Marie-Rogissart dans le 12e arrondissement de Paris.